# Bisdom Tulcán
Het bisdom Tulcán (Latijn: Dioecesis Tulcanensis) is een rooms-katholiek bisdom met als zetel Tulcán, in Ecuador. Het bisdom is suffragaan aan het aartsbisdom Quito. 

## Geschiedenis
Het bisdom werd opgericht op 17 maart 1965, uit delen van het bisdom Ibarra. 

## Parochies
Het bisdom had in 2020 een oppervlakte van 3.784 km2 en telde 186.869 inwoners waarvan 80,6% rooms-katholiek was.

## Bisschoppen
- Luis Clemente de la Vega Rodriguez (17 maart 1965 - 3 mei 1987)
- Germán Trajano Pavón Puente (28 januari 1989 - 19 april 2001)
- Luis Antonio Sánchez Armijos (15 juni 2002 - 22 februari 2010)
- Fausto Feliciano Gaibor García (3 mei 2011 - 4 juni 2021)
  - Vicente Danilo Echeverría Verdesoto (apostolisch administrator: 8 juni 2021 - 22 juli 2023)
- Luis Bernardino Núñez Villacís (5 juli 2021 - 6 augustus 2021; niet in bezit genomen)[1]
- Carlos Washington Yépez Naranjo (16 mei 2023 - heden)

## Galerij van afbeeldingen

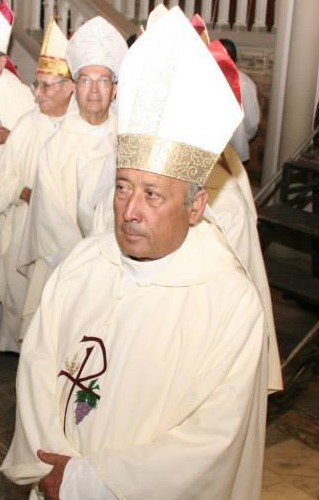
Bisschop Fausto Feliciano Gaibor García (2011-2021)

Quito (aartsbisdom) · Ambato · Guaranda · Ibarra · Latacunga · Riobamba · Tulcán